# André Portier
Pour les articles homonymes, voir Portier (homonymie).
André Portier est un architecte français né en 1702 à Amboise et mort en 1770 à Leugny dans la commune d'Azay-sur-Cher,.
Élève puis collaborateur de Jacques V Gabriel, il s'établit à Bordeaux en 1730 comme inspecteur des travaux de la place Royale, actuelle place de la Bourse. Par ailleurs, il devient l'architecte habituel de Louis-Urbain-Aubert de Tourny, intendant de Guyenne, qui œuvre à la transformation de Bordeaux.

## Biographie
André Portier est le fils d'André Portier, sieur de Villevent, greffier au bailliage d'Amboise, et de Suzanne Meauzé.

### Collaboration avec les Gabriel
L'architecte Jacques V Gabriel rejoint Bordeaux pour réaliser la place Royale (actuelle place de la Bourse), accompagné de deux collaborateurs : François Bonfin, entrepreneur des bâtiments du Roi et son ancien élève André Portier, devenu architecte dans son cabinet.  André Portier avait déjà travaillé pour Jacques Gabriel à la reconstruction de l'hôtel de ville de Rennes. Jacques Gabriel choisit son élève pour travailler sur le projet de la place Royale, aussi André Portier s'établit-il à Bordeaux vers 1730.
Sous l'autorité des architectes Gabriel père et fils, André Portier assure l'inspection des travaux de la place Royale entre 1730 et 1755. Au décès de Jacques V Gabriel (1742), son fils Ange-Jacques Gabriel lui succède. Alors qu'André Portier acceptait l'autorité de Gabriel père, le fils a pratiquement le même âge que lui et leurs relations s'effritent, d'autant plus que Gabriel fils se désintéresse progressivement des affaires bordelaises. 
Louis-Urbain-Aubert de Tourny, nommé le 1er août 1743 intendant de Guyenne œuvrant à la restructuration de Bordeaux, prend alors l'habitude de travailler directement avec André Portier.

### Départ de Bordeaux
André Portier collabore avec l'intendant Louis-Urbain Aubert de Tourny jusqu'à son départ de Bordeaux. En effet, nommé conseiller d'état en 1755, il décide de rejoindre Paris en 1757, après avoir passé les rênes à son fils Claude-Louis Aubert de Tourny. Comme ce dernier n'est que le « pâle successeur de son père   », le Parlement de Bordeaux et les jurats retrouvent leur influence. D'autre part, les nouveaux projets de rénovation urbaine se raréfient notamment à cause de la guerre de Sept Ans (1756-1763). Claude-Louis Aubert de Tourny quitte  Bordeaux en 1760 .
André Portier quitte, lui aussi, Bordeaux vers 1760 pour rejoindre la châtellenie de Leugny achetée en 1740 moyennant 40 500 livres. Il y décède dix ans plus tard.

## Réalisations

### Espaces publics
L'intendant Tourny décide de remplacer les portes médiévales de Bordeaux par des portes monumentales. Ces portes marquent l'entrée symbolique et surtout fiscale de Bordeaux. Les nouvelles portes s'accompagnent de places avec des aménagements urbains et des programmes d'immeubles comme ceux sur le côté ouest des allées de Tourny ou ceux de l'actuelle place Gambetta. Ces réalisations sont confiées par Tourny à André Portier comme la porte Dijeaux et la place Dauphine (1746-1750), actuelle place Gambetta , la place d'Aquitaine, actuelle place de la Victoire et la  porte d'Aquitaine (1748-1756), les allées de Tourny et les deux places périphériques à la porte Saint-Germain (1744-1746), actuelle place Tourny. André Portier réalise l'aménagement de la façade des quais y compris la porte de Bourgogne et la  porte de la Monnaie (1750-1756).
En 1749, André Portier dessine les deux portiques à colonnes ioniques du Jardin royal, actuel Jardin public.
En septembre 1755, les plans et devis d'André Portier sont retenus pour la reconstruction de l'hôtel de ville dont la Grosse cloche était le beffroi et du collège de Guyenne. Mais après le départ de Tourny en 1757, la jurade rejette le projet de Portier au profit de celui de Gabriel. Ce dernier finalement ne réalisera pas non plus le projet.

Les portes monumentales
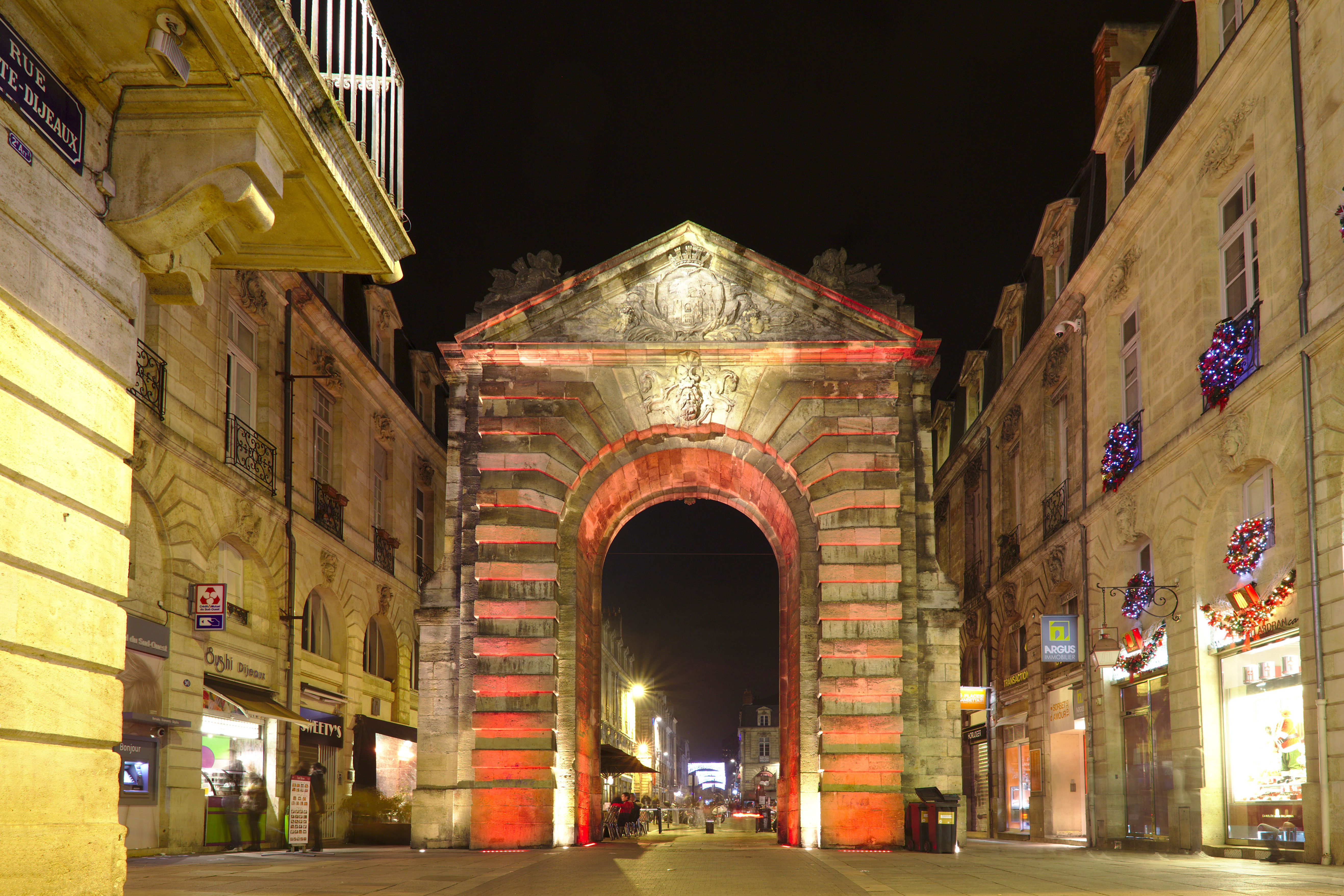
Porte Dijeaux la nuit.
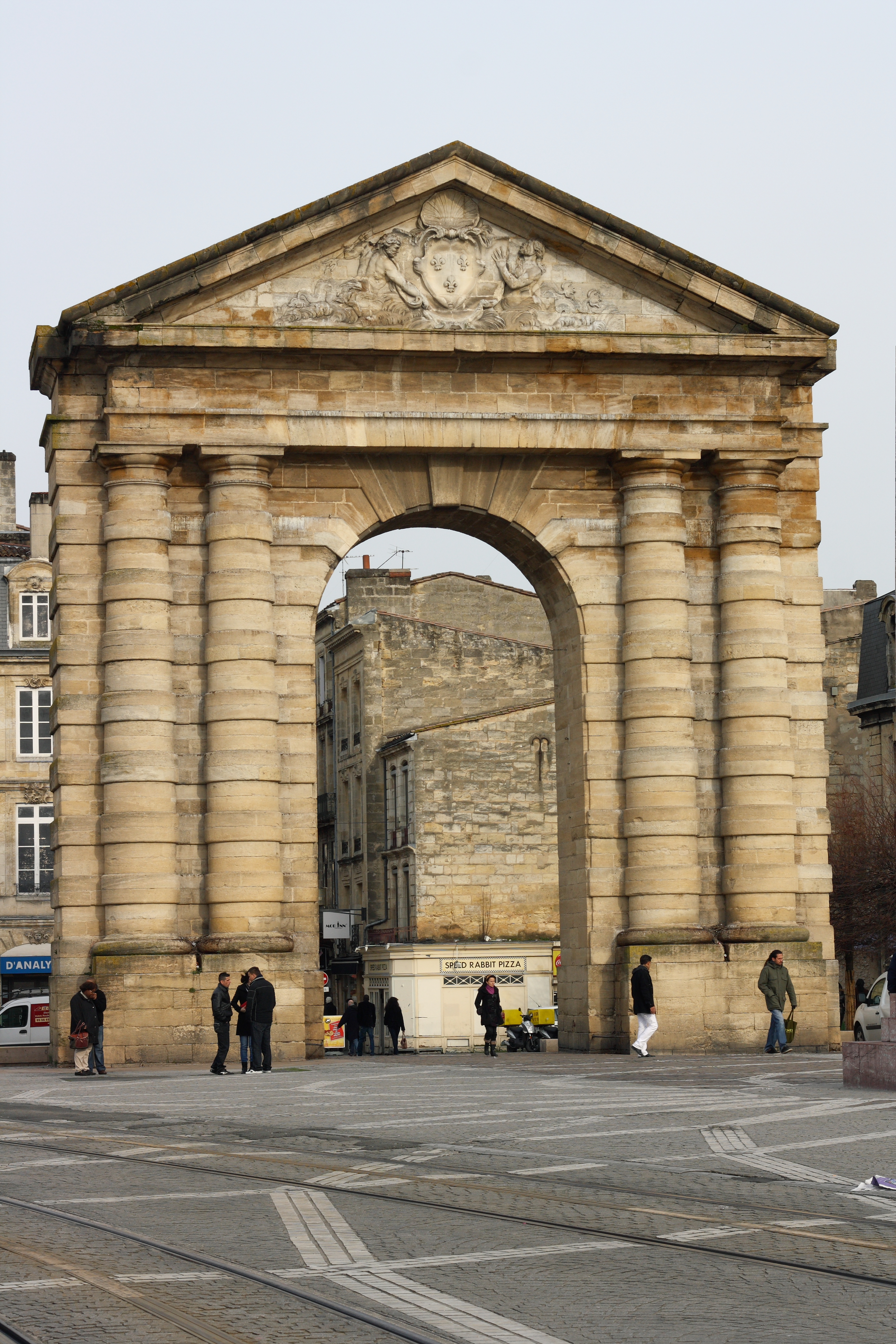
Porte d'Aquitaine.
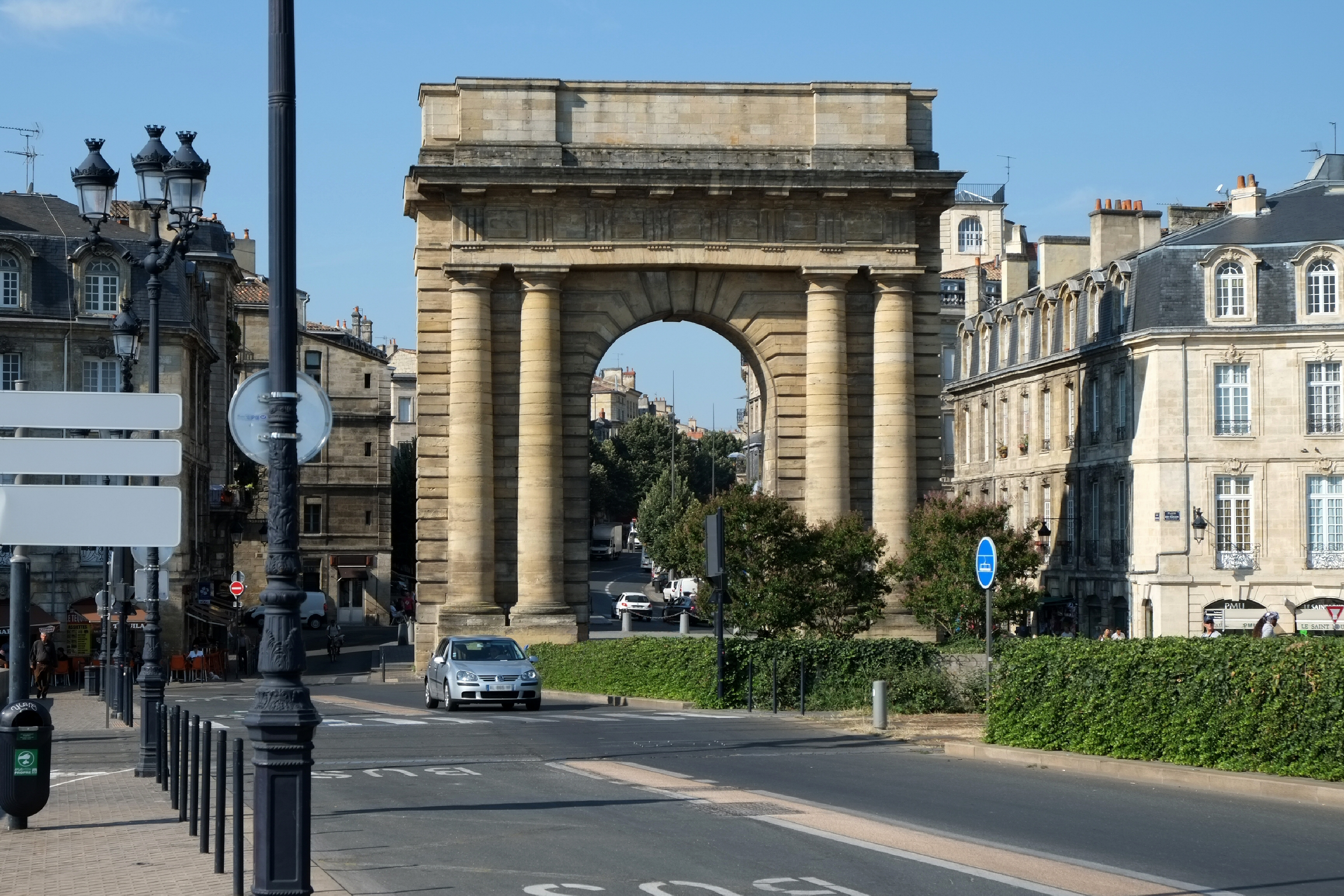
Porte de Bourgogne.
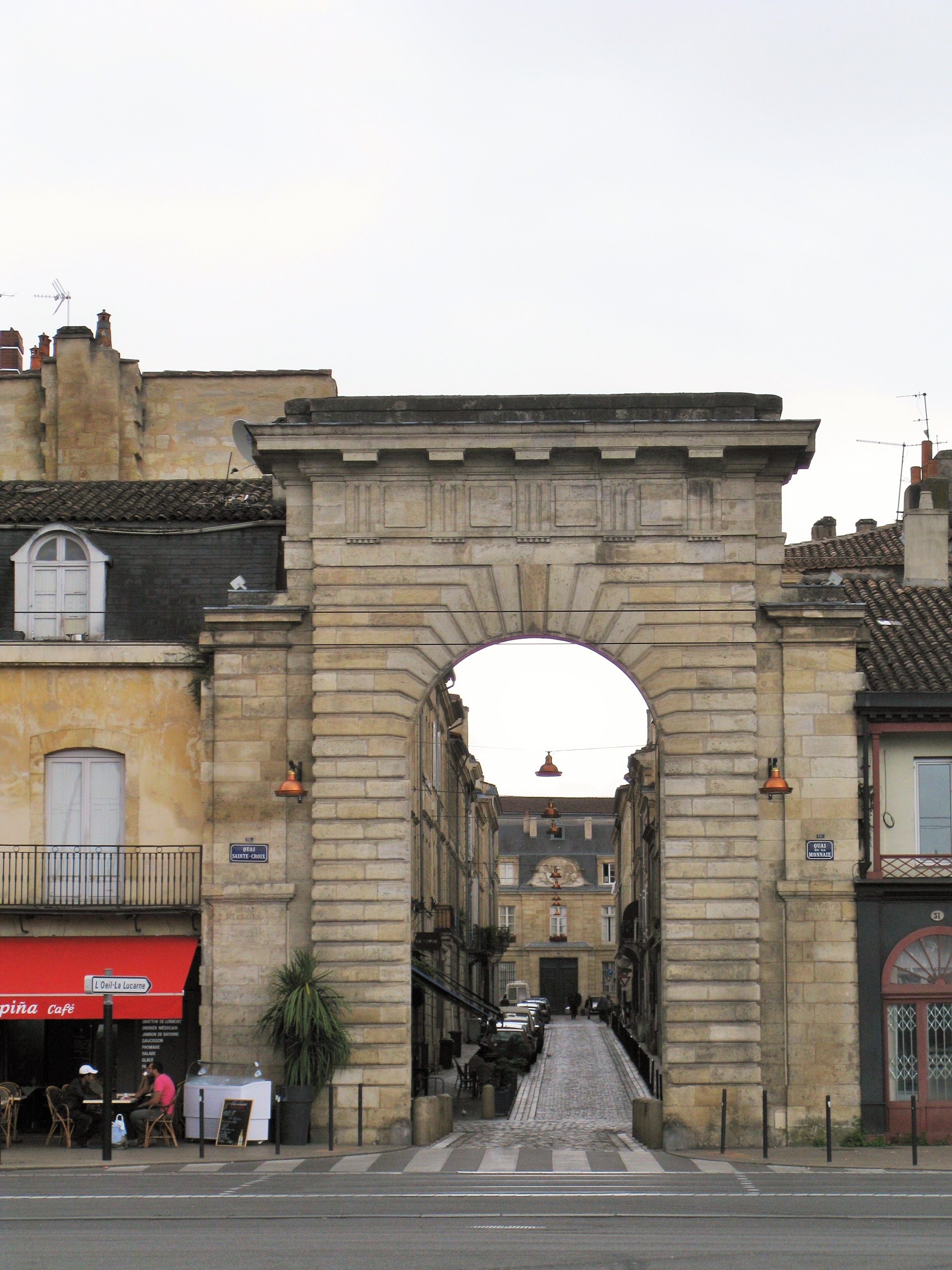
Porte de la monnaie.

### Commandes privées
André Portier travaille aussi pour des particuliers surtout des parlementaires. Ainsi il est l'architecte de l'hôtel Leberthon entre 1742 et 1747, sis rue du Mirail, et de l'hôtel Lecomte de Latresne, sis 8 rue de Cheverus, à Bordeaux.
La Maison Couturier du nom du négociant et armateur négrier Isaac Couturier,  sis 28 rue Rénière, construite entre 1740 et 1750, lui est attribuée par la direction régionale des Affaires culturelles d'Aquitaine.
Vers 1753, soutenu par Tourny et associé à l'architecte et entrepreneur Jean Alary, André Portier réalise les plans de l'amphithéâtre de Chirurgie Saint-Cosme, financé par les chirurgiens de Bordeaux. Entre 1757 et 1758, il réalise les plans de l'Hôtel de la Monnaie qui sera construit par Jean Alary.

 
Il lui est attribué les plans du château de Leugny à Azay-sur-Cher, celui-ci fut reconstruit après sa mort.

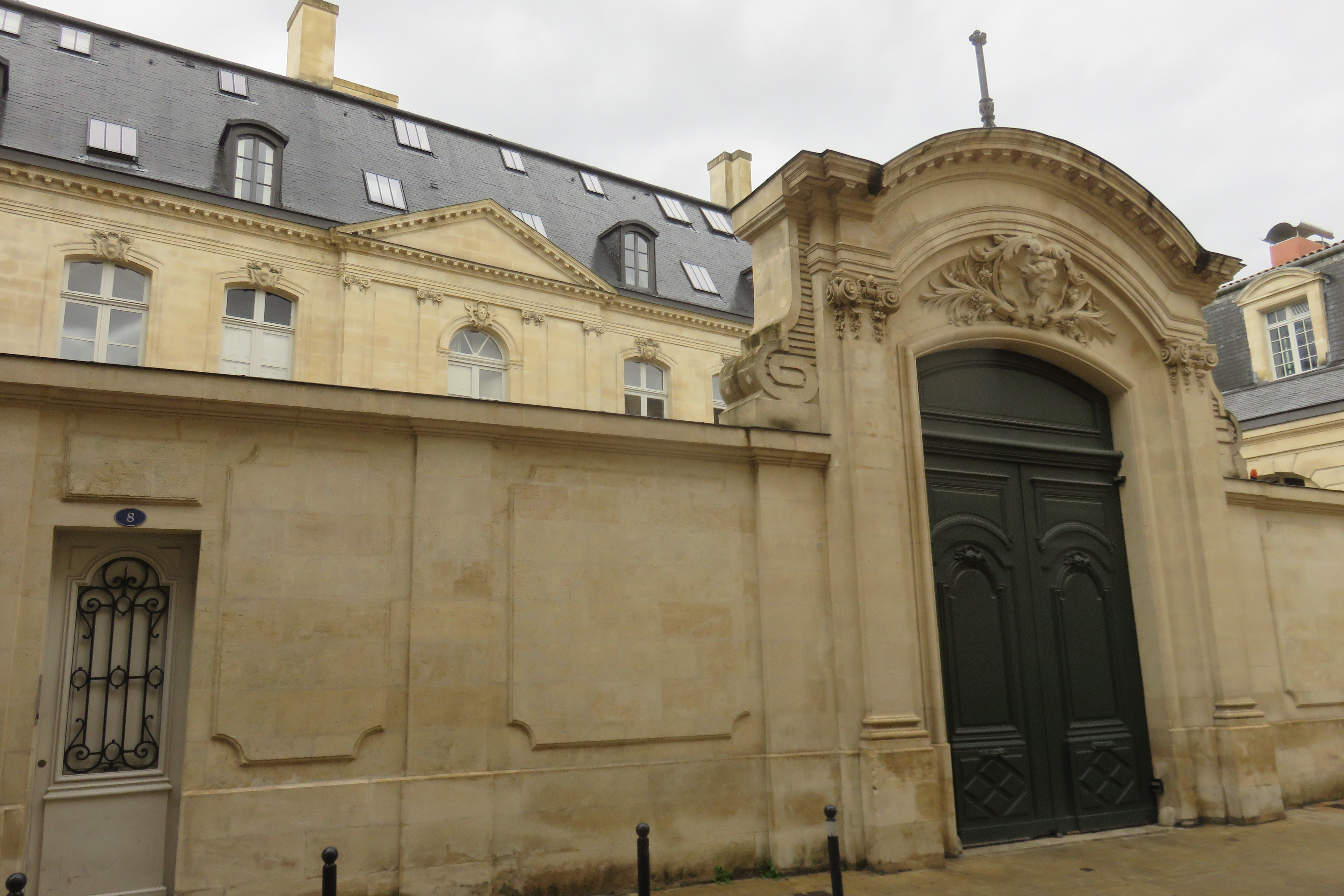
Hôtel de Latresne (1739).
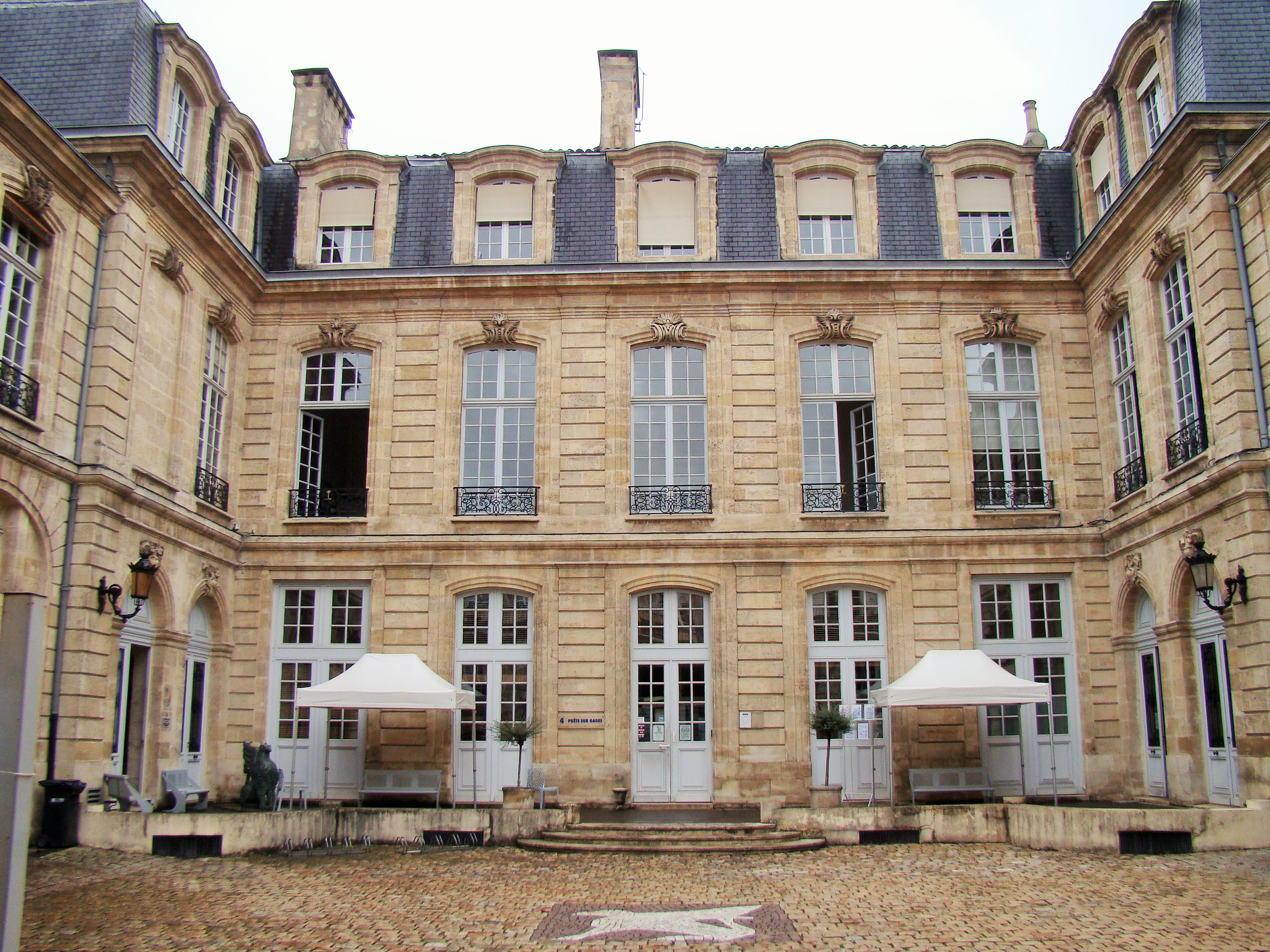
Hôtel Leberthon (1742-1747).
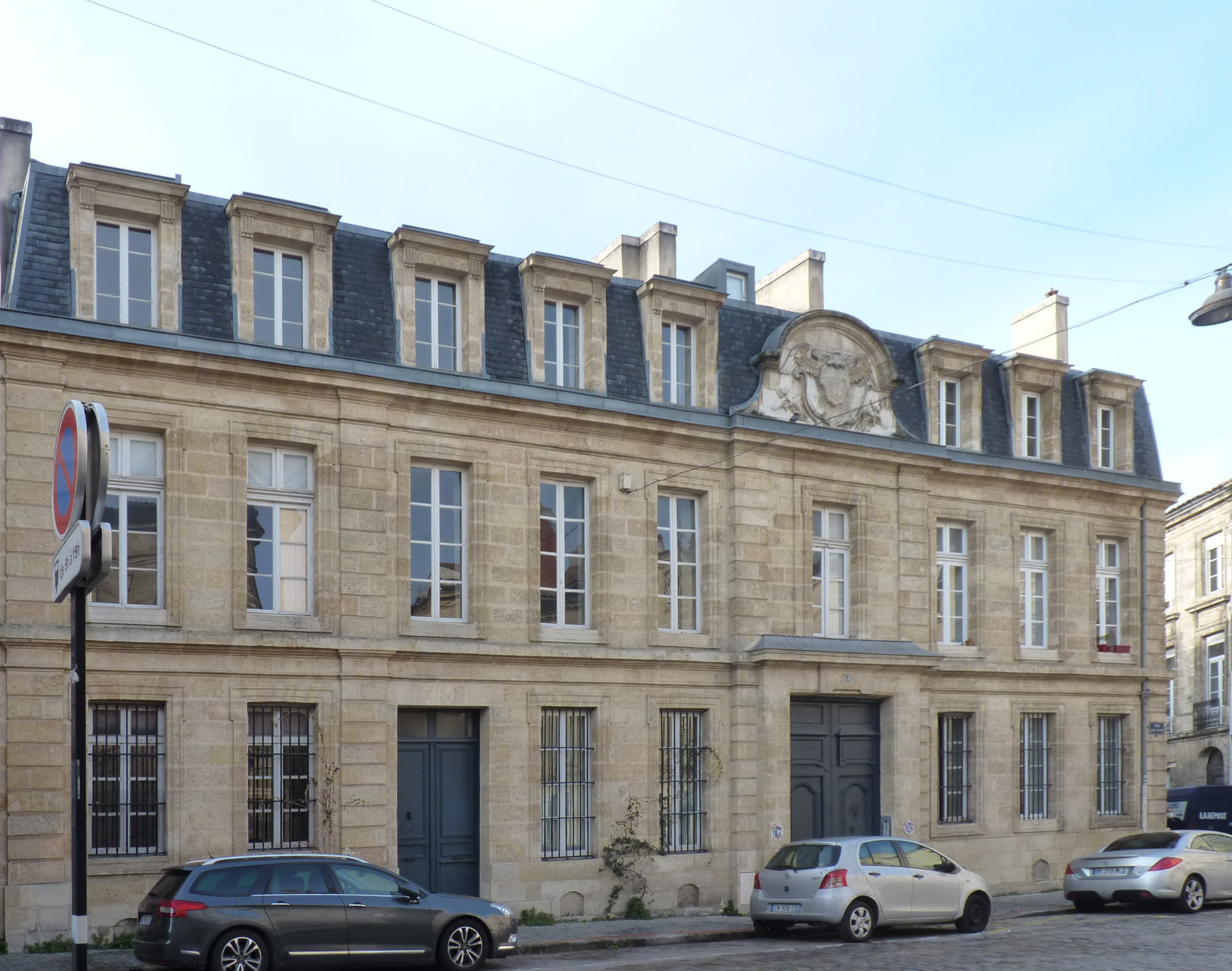
Hôtel de la Monnaie (1757-1759).

### Style Portier
André Portier s'inscrit dans un style néo-classique initié à Bordeaux notamment  avec Jacques Gabriel puis son fils Ange-Jacques Gabriel et la réalisation de la place de la Bourse construite entre 1730 et 1775.
Les immeubles d'André Portier, situés sur rue, présentent un rez-de-chaussée au plafond élevé, prévu pour les activités commerciales. Les étages supérieurs sont aménagés  pour l'habitation et des toits mansardés viennent couronner l'ensemble.